# Archivo General del Ministerio de Justicia
El Archivo General del Ministerio de Justicia es un centro de titularidad y gestión estatal perteneciente al Ministerio de Justicia de España y que actúa dentro del Sistema Archivístico de la Administración del Estado como archivo central, al transferir -en virtud de los plazos establecidos por el Decreto 914/1969, de 8 de mayo-, su documentación al Archivo General de la Administración en Alcalá de Henares (Madrid).

## Historia
Se crea por Real Decreto de 31 de enero de 1763 durante el reinado de Carlos III, si bien desde 1714 figura un "encargado de la coordinación de los papeles del archivo". A lo largo del siglo XIX irá transfiriendo al Archivo Histórico Nacional los fondos del Consejo, Cámara de Castilla, Patronato Eclesiástico, Corona de Aragón, Asamblea de San Juan de Jerusalén y Cruzada. Desde 1876, recoge los fondos de los Registros Civiles y de la Propiedad y del Notariado, a los que se irán sumando los correspondientes a la Dirección General de Justicia, Prisiones, Personal, etc, que actualmente conforman el grueso de la documentación conservada. No obstante, la documentación más consultada, son los Expedientes de Títulos Nobiliarios, que se transfieren al Archivo, una vez finalizada su tramitación por parte de la Sección de Títulos Nobiliarios (División de Tramitación de Derechos de Gracia y otros Derechos).

## Fondos documentales
Destacan los Expedientes de Títulos y Grandeza del Reino, sobre nombramientos, gracias y mercedes concedidos a particulares por monarcas y jefes de Estado desde finales del siglo XIII hasta la actualidad.
Pueden ser Títulos Vacantes o Vigentes, son de acceso libre, excepto en los casos previstos por la Legislación básica estatal. La consulta de estos fondos es frecuente por parte de sus titulares debido al interés personal y genealógico de los mismos y también al auge que las cuestiones de índole nobiliario están adquiriendo hoy en día.
Otros fondos de interés histórico son los de Casa Real y Cortes, conocidos desde antaño con la denominación de “Armario Reservado”, que contienen documentos pertenecientes a Fernando VII. También resalta la documentación del Colegio de Abogados y el fondo de la antigua Dirección General de Asuntos Eclesiásticos, entre estos últimos destacar los libros manuscritos pertenecientes a la Relación Histórica del Dogma de la Inmaculada de los siglos XVII-XVIII.

## Servicios
El acceso al Archivo General del Ministerio de Justicia es libre y gratuito para todos los ciudadanos. Estas garantías están reflejadas en la Orden JUS/2546/2004, de 26 de julio, por la que se regula el acceso al Archivo General del Ministerio de Justicia. Existen diferentes tipos de usuarios: la propia administración y los ciudadanos que acuden en la legítima defensa de sus intereses, o con fines culturales o científicos.

## Legislación
- Orden JUS/2935/2009, de 26 de octubre, por la que se crea la Comisión Calificadora de Documentos Administrativos del Ministerio de Justicia y de sus organismos públicos.

- Normas de consulta en el Archivo General de 3 de marzo de 2009.

- Real Decreto 1125/2008, de 4 de julio, por el que se desarrolla la estructura orgánica básica del Ministerio de Justicia y se modifica el Real Decreto 438/2008, de 14 de abril, por el que se aprueba la estructura orgánica básica de los departamentos ministeriales.

- Real Decreto 438/2008, de 14 de abril, por el que se aprueba la estructura orgánica básica de los departamentos ministeriales.

- Real Decreto 1401/2007, de 29 de octubre, por el que se regula la composición, funcionamiento y competencias de la Comisión Superior Calificadora de Documentos Administrativos, que actualiza el Real Decreto 1164/2002, de 8 de noviembre, por el que se regula la conservación del patrimonio documental con valor histórico, el control de la eliminación de otros documentos de la Administración General del Estado y sus organismos públicos y la conservación de documentos administrativos en soporte distinto al original, y que deroga el Real Decreto 129/2000, de 4 de febrero.

- Resolución de 3 de junio de 2005, de la Subsecretaría, por la que se dictan instrucciones para la transferencia de fondos al Archivo General del Ministerio de Justicia.

- Orden JUS/2546/2004, de 26 de julio, por la que se regula el acceso al Archivo General del Ministerio de Justicia.

- RD 937/2003, de 18 de julio, de modernización de los archivos judiciales.

- Real Decreto 1164/2002, de 8 de noviembre, por el que se regula la conservación del patrimonio documental con valor histórico, el control de la eliminación de otros documentos de la Administración General del Estado y sus organismos públicos y la conservación de documentos administrativos en soporte distinto al original.

- Ley 16/1985, de 25 de junio, de Patrimonio Histórico Español.

- Decreto 914/1969, de 8 de mayo, de creación del Archivo General de la Administración Civil.